# Gertrud (film)
Gertrud is een Deense dramafilm uit 1964 onder regie van Carl Theodor Dreyer. Het scenario is gebaseerd op het gelijknamige toneelstuk uit 1906 van de Zweedse auteur Hjalmar Söderberg.

## Verhaal
Gertrud zet een punt achter haar huwelijk met Gustav Kanning. Haar nieuwe geliefde is de componist Erland Jansson. Maar ook hij voldoet niet aan haar ideaalbeeld.

## Rolverdeling
| Acteur         | Personage       |
| -------------- | --------------- |
| Nina Pens Rode | Gertrud Kanning |
| Bendt Rothe    | Gustav Kanning  |
| Ebbe Rode      | Gabriel Lidman  |
| Baard Owe      | Erland Jansson  |
| Axel Strøbye   | Axel Nygen      |